# Goebenstraße 55 (Düren)

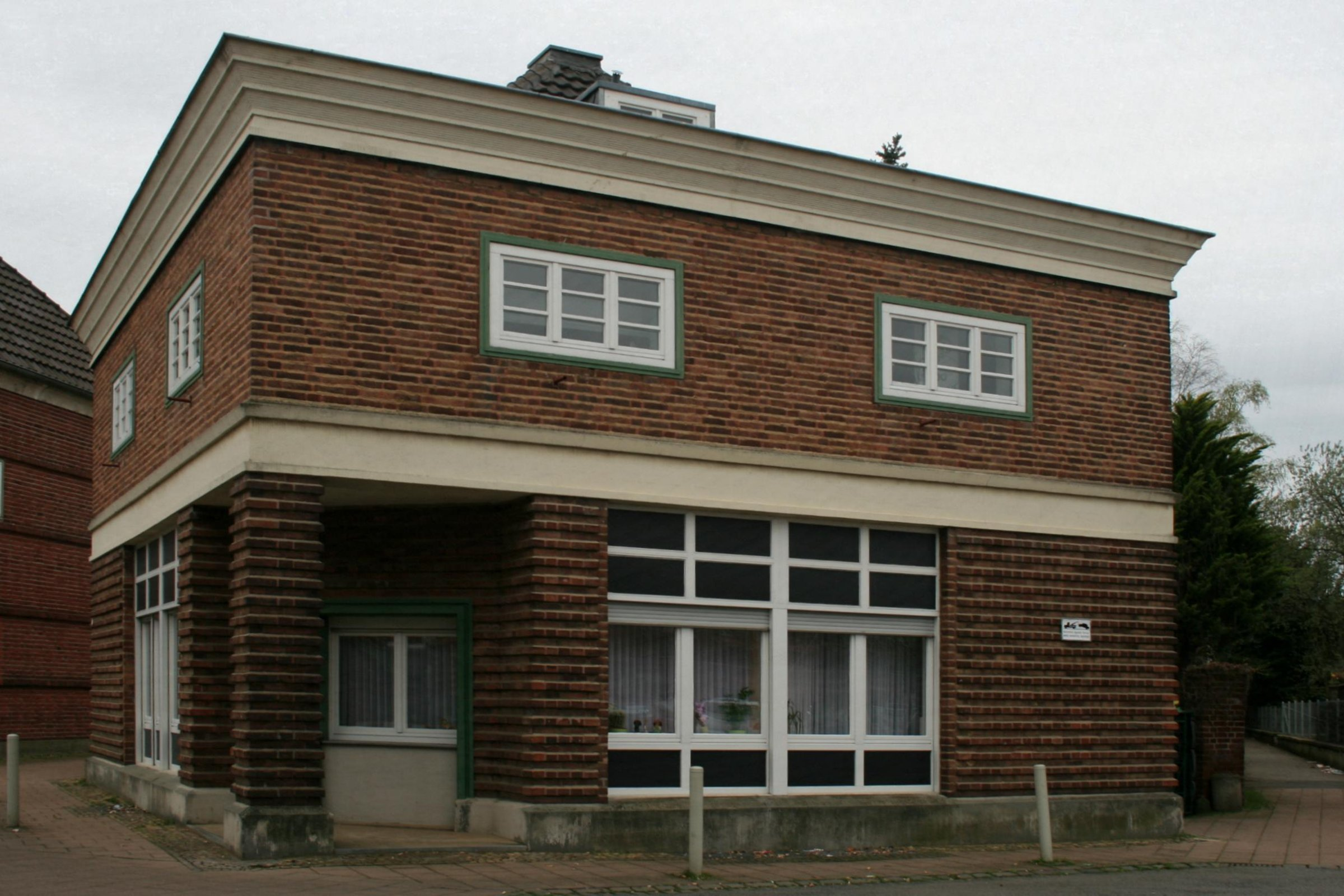

Das Haus Goebenstraße 55 steht im Grüngürtel in Düren in Nordrhein-Westfalen. 
Das zweigeschossige Backsteingebäude hat einen quadratischen Grundriss mit steilem Zeltdach. Das Haus steht im Winkel von 45° zur Achse der Goebenstraße, der Straßenflucht vorgesetzt. Im Erdgeschoss sieht man dichte, horizontal verlaufende Backsteinbänder. Das Gebäude hat ein breites, farbig gefasstes Stock- und Traufgesims. Die Fenster haben einen Außenanschlag. Im Erdgeschoss war ursprünglich ein Ladenlokal mit Übereckeingang. Ein exakt spiegelverkehrtes, ansonsten identisches Gebäude mit der Hausnummer 64 steht unmittelbar gegenüber auf der anderen Straßenseite.
Das Bauwerk ist unter Nr. 1/50 in die Denkmalliste der Stadt Düren eingetragen.